# Hermann Ahrens
Hermann Ahrens, född 14 mars 1904 i Uslar, avliden 9 november 1995 i Stuttgart, är en tysk formgivare.

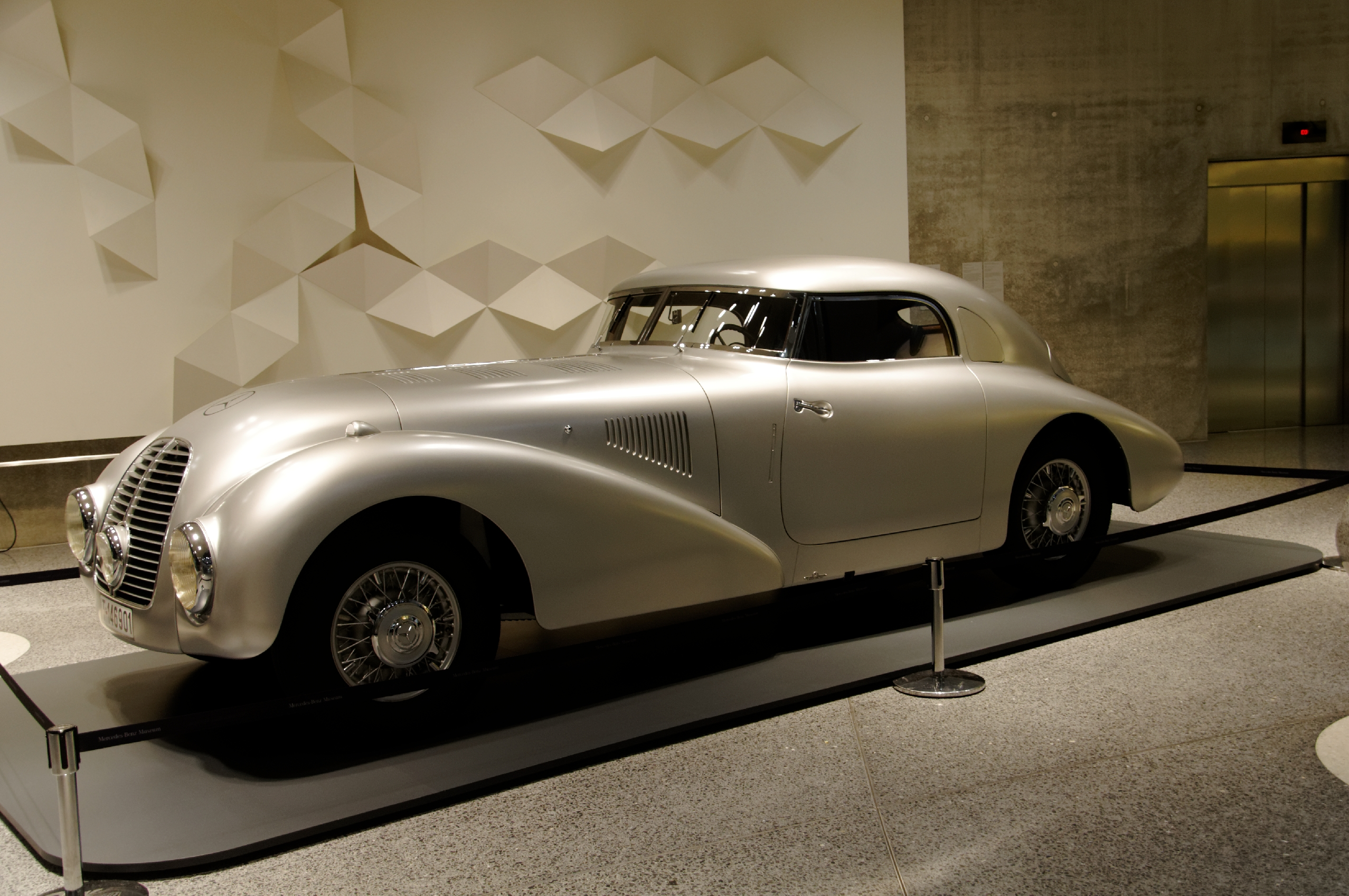
Mercedes-Benz 540 K Stromlinienwagen var en av de bilar som utvecklades vid Ahrens specialvagnsavdelning.

Ahrens hade designat spektakulära karosser åt Horch i Zwickau innan han anställdes av Daimler-Benz AG 1932 med placering vid karosserifabriken i Sindelfingen. Där blev han ansvarig för specialvagnsavdelningen och ritade eller övervakade designen av karosserna till modeller som Typ 380, Typ 500 K och 540 K och Großer Mercedes 770. Men Ahrens arbetade inte bara med personbilar utan även med kommersiella fordon.
Efter andra världskriget arbetade Ahrens som inredningsarkitekt innan han 1949 återanställdes av Daimler-Benz som utvecklingschef för buss- och nyttofordonskarosser. Han hade även specialuppdrag, såsom formgivningen av Typ 300 och Typ 300 S.